# Prosodie
Prosodie (van het Griekse  προσῳδία, prosōidía = lied gezongen bij instrumentale muziek) is de naam voor een verzameling akoestische elementen van gesproken taal, waaronder ritme, klemtoon, intonatie en luidheid, die optreden bij het uitspreken van klanken (klinkers en medeklinkers), en de studie daarvan. Binnen de taalkunde valt prosodie onder de fonologie. Prosodie kan verschillende soorten informatie overbrengen die niet zijn gecodeerd door grammatica, interpunctie of woordkeus. Zo kan het inzicht geven in de emotionele toestand van de spreker of de taaluiting, in de aard van de zin (of het bijvoorbeeld een stellende zin, een bevel of een vraag is), en of er sprake is van een vorm van spot, zoals ironie, sarcasme of cynisme. 

## Prosodie en akoestiek
Prosodie betreft allereerst de akoestiek van de gesproken taal. Zaken die in dit verband aan de orde komen zijn met name lettergreeplengte en mora, luidheid, toonhoogte en de formanten van de voortgebrachte spraakklanken. Bij gebarentaal heeft prosodie vooral te maken met de ritme, lengte en spanning van de gebaren. In de geschreven taal speelt prosodie daarentegen geen enkele rol. Om zaken die in de gesproken taal door middel van prosodie worden uitgedrukt ook in de geschreven taal weer te geven bedient men zich daarom van interpunctie (komma's, aanhalingstekens, beletseltekens), typografische accentuering en tegenwoordig steeds vaker emoticons. 
De precieze prosodie van een taal is sterk afhankelijk van de fonologie. In talen waarin een fonematisch onderscheid tussen klinkerlengten gemaakt wordt moet dit in de lengte van lettergrepen dan prosodisch tot uiting komen. In toontalen (zoals het Mandarijn) is de precieze toon waarop een woord wordt uitgesproken van cruciaal belang voor een goed begrip van de taaluiting als geheel.

## Het prosodische domein
Prosodische kenmerken zijn suprasegmenteel, wat wil zeggen dat ze zich niet beperken tot segmenten zoals fonemen en morfemen maar gelden op een hoger niveau. Men spreekt in dit verband ook wel van een prosodische eenheid. Een prosodische eenheid komt niet noodzakelijkerwijs overeen met een grammaticale eenheid zoals een bijzin of zinsdeel en wordt gekenmerkt door bijvoorbeeld een karakteristieke toonhoogte.
Prosodische structuren – die onder andere te maken hebben met zaken als medeklinkerclusters en klinkerharmonie – zijn van groot belang voor de manier waarop leenwoorden in de ontlenende taal worden aangepast. Zo zal een woord met de prosodische structuur MKMM (M = Medeklinker, K = Klinker), dat uit een andere taal geleend wordt door een taal waarvan de eigen prosodische structuur geen medeklinkerclusters en/of coda's toelaat, de vorm MKMKM of MKMKMK krijgen (zie ook Optimaliteitstheorie).

## Prosodie en emotie
Door het gebruik van prosodische elementen en met name hoge en lage intonatie kunnen ook veel emoties worden uitgedrukt. In zijn boek De afstamming van de mens – dat de basis vormde voor de evolutionaire taalwetenschap – merkte Charles Darwin al op dat apen heftige gevoelens zoals woede en ongeduld uitdrukten door middel van hoge en lage intonatie. Experimenten hebben aangetoond dat bij het correct herkennen van de geprojecteerde emoties bij het op een bepaalde intonatie voorlezen van een in emotioneel opzicht neutrale tekst suprasegmentele prosodie in 96% van de gevallen een doorslaggevende rol speelt.

## Prosodie in de hersenen
Aprosodie is een afwijking waarbij de toehoorder de door middel van prosodische eenheden (gezichtsuitdrukking, ritme, intonatie) geuite emoties van de spreker minder goed of zelfs niet begrijpt. Er is ook aprosodie wanneer de spreker zijn emoties niet tot uitdrukking kan brengen door middel van prosodische eenheden.
Het centrum van Broca is waarschijnlijk verantwoordelijk voor de productie van niet-verbale prosodische eenheden.
Het centrum van Wernicke is verantwoordelijk voor het begrijpen van deze eenheden. Wanneer dit gebied beschadigd raakt (door een hersenbloeding of dergelijke), heeft de toehoorder moeite met het correct begrijpen van veranderingen in intonatie en lichaamstaal.